# 大阪市立成育小学校
大阪市立成育小学校（おおさかしりつ せいいくしょうがっこう）は、大阪府大阪市城東区にある公立小学校。

## 概要
大阪市立榎並小学校の児童数増加のため、従来の同校校区東部を分離して1950年に開校した。
校名の由来は、校区が野江・関目の両地域にまたがっていることから地名を校名に用いることを避け、新しく成長するという意味合いを込めて「成育」と名付けられたことによる。
現在学校周辺は「成育」の町名となっているが、これは1976年の住居表示実施の際に同校校区内に新しく設定されたものである。学校名に由来する町名は、淀川区新北野（大阪府立北野高等学校に由来）とともに、大阪府下では珍しいものとなっている。

## 沿革
- 1950年4月1日 - 大阪市立榎並東小学校として開校。
- 1950年5月1日 - 大阪市立成育小学校に改称。
- 1950年5月15日 - 開校記念式典を実施。この日を創立記念日とする。
- 1959年10月20日 - 校旗・校歌制定。
- 1964年6月1日 - 標準服制定。
- 1977年7月31日 - 講堂落成。
- 1999年2月 - パソコン教室設置。

## 通学区域
- 大阪市城東区 成育1-5丁目（4丁目の一部を除くほぼ全域）、中央2丁目、中央3丁目（一部）、関目1丁目（一部）。

卒業生は大阪市立蒲生中学校に進学する。

## 交通
- 京阪本線 野江駅 東へ約50m。
- 大阪メトロ谷町線 野江内代駅 東へ約800m。
- 大阪メトロ長堀鶴見緑地線・大阪メトロ今里筋線 蒲生四丁目駅 北西へ約1km。

## 著名な卒業生
- オール巨人（漫才師、歌手）